# Juventus Next Gen 2025-2026
Questa voce raccoglie le informazioni riguardanti la Juventus Next Gen nelle competizioni ufficiali della stagione 2025-2026.

## Stagione
La stagione 2025-2026 della seconda squadra bianconera vede la principale novità nel ritorno nel girone B del campionato di Serie C, quello dell'Italia centrale; ciò a causa della presenza contemporanea di altre due seconde squadre: quella dell'Inter U23 nel girone A e quella dell'Atalanta U23 nel girone C. Sul piano logistico, inoltre, c'è il ritorno dello squadra allo stadio Giuseppe Moccagatta di Alessandria per le partite interne, dopo un solo anno in cui aveva fatto base a Biella.

## Divise e sponsor
Il fornitore tecnico per la stagione 2025-2026 è adidas, mentre per quanto riguarda gli sponsor ufficiali, i main sponsor vedono la presenza congiunta di Jeep e Visit Detroit. Il training kit sponsor è Omada.
| Casa | Trasferta |

Per i portieri sono disponibili quattro divise in varianti rosso, giallo, nero e azzurro.
| 1ª portiere |

## Organigramma societario
Area sportiva
- Head of Next Gen Area: Claudio Chiellini
- Next Gen Team Manager: Marco Lombardo

Area tecnica
- Allenatore: Massimo Brambilla
- Allenatore in seconda: Christian Terni
- Collaboratore tecnico: Edoardo Sacchini
- Preparatore dei portieri: Giuseppe Mammoliti
- Preparatori atletici: Daniele Palazzolo, Stefano Vetri
- Match Analyst: Matteo Poletti

Area sanitaria
- Centro medico: J-Medical

## Rosa
Rosa aggiornata al 17 agosto 2025.
| N. |                    | Ruolo | Calciatore               |
| -- | ------------------ | ----- | ------------------------ |
| 1  | Italia (bandiera)  | P     | Simone Scaglia           |
| 4  | Brasile (bandiera) | D     | Pedro Felipe             |
| 5  | Italia (bandiera)  | C     | Federico Macca           |
| 6  | Italia (bandiera)  | C     | Valdes Ngana             |
| 7  | Austria (bandiera) | D     | David Puczka             |
| 8  | Italia (bandiera)  | C     | Augusto Owusu            |
| 9  | Senegal (bandiera) | A     | Serigne Deme             |
| 10 | Italia (bandiera)  | A     | Lorenzo Anghelè          |
| 11 | Italia (bandiera)  | A     | Luca Amaradio            |
| 12 | Italia (bandiera)  | P     | Raffaele Huli            |
| 13 | Uruguay (bandiera) | D     | Facundo Gonzalez         |
| 14 | Italia (bandiera)  | A     | Gianmarco Di Biase       |
| 15 | Italia (bandiera)  | D     | Federico Savio           |
| 16 | Italia (bandiera)  | C     | Giacomo Faticanti        |
| 17 | Italia (bandiera)  | A     | Simone Guerra (capitano) |
| 19 | Italia (bandiera)  | A     | Alessio Vacca            |
| 20 | Italia (bandiera)  | A     | Diego Pugno              |
| 21 | Italia (bandiera)  | C     | Francesco Crapisto       |
| 22 | Italia (bandiera)  | P     | Simone Mangiapoco        |
| 23 | Italia (bandiera)  | D     | Filippo Scaglia          |

| N. |                        | Ruolo | Calciatore               |
| -- | ---------------------- | ----- | ------------------------ |
| 24 | Paesi Bassi (bandiera) | D     | Shane van Aarle          |
| 26 | Italia (bandiera)      | C     | Filippo Pagnucco         |
| 29 | Italia (bandiera)      | P     | Matteo Fuscaldo          |
| 30 | Romania (bandiera)     | C     | Andrei Florea            |
| 31 | Spagna (bandiera)      | D     | Bruno Martinez           |
| 32 | Italia (bandiera)      | D     | Riccardo Turicchia       |
| 33 | Italia (bandiera)      | C     | Clemente Perotti         |
| 34 | Italia (bandiera)      | C     | Stefano Turco            |
| 35 | Italia (bandiera)      | A     | Leonardo Cerri           |
| 41 | Italia (bandiera)      | C     | Nicolò Cudrig            |
| 45 | Montenegro (bandiera)  | C     | Vasilije Adžić           |
| 90 | Italia (bandiera)      | A     | Alvin Obinna Okoro       |
|    | Italia (bandiera)      | D     | Mattia Brugarello        |
|    | Spagna (bandiera)      | D     | Javier Gil               |
|    | Italia (bandiera)      | D     | Alessandro Ventre        |
|    | Ucraina (bandiera)     | C     | Andriy Firman            |
|    | Belgio (bandiera)      | C     | Grady Makiobo            |
|    | Italia (bandiera)      | C     | Alessandro Nisci         |
|    | Italia (bandiera)      | C     | Alessandro Sersanti      |
|    | Argentina (bandiera)   | A     | Juan Ignacio Quattrocchi |

## Calciomercato

### Sessione estiva(dal 1/7 al 31/8)
| Acquisti         | Acquisti           | Acquisti      | Acquisti      |
| R.               | Nome               | da            | Modalità      |
| ---------------- | ------------------ | ------------- | ------------- |
| D                | Tarik Muharemović  | Sassuolo      | fine prestito |
| C                | Mattia Compagnon   | Catanzaro     | fine prestito |
| A                | Emanuele Pecorino  | Frosinone     | fine prestito |
| Altre operazioni |                    |               |               |
| R.               | Nome               | da            | Modalità      |
| P                | Stefano Mangiapoco | Giana Erminio | prestito      |
| D                | Mattia Brugarello  | Teramo        | prestito      |
| D                | Brando Moruzzi     | Pescara       | definitivo    |
| D                | Lorenzo Villa      | Pineto        | riscattato    |
| C                | Nicolò Ledonne     | Giana Erminio | fine prestito |
| C                | Joseph Nonge       | Servette      | fine prestito |
| C                | Nikola Sekulov     | Sampdoria     | fine prestito |
| A                | Alvin Obinna Okoro | Venezia       | prestito      |

| Cessioni         | Cessioni             | Cessioni      | Cessioni                         |
| R.               | Nome                 | a             | Modalità                         |
| ---------------- | -------------------- | ------------- | -------------------------------- |
| D                | Tarik Muharemović    | Sassuolo      | definitivo                       |
| C                | Livano Comenencia    | Zurigo        | definitivo                       |
| C                | Mattia Compagnon     | Venezia       | prestito con obbligo di riscatto |
| A                | Emanuele Pecorino    | Südtirol      | prestito                         |
| Altre operazioni |                      |               |                                  |
| R.               | Nome                 | a             | Modalità                         |
| P                | Giovanni Daffara     | Avellino      | prestito                         |
| P                | Giovanni Garofani    | Carrarese     | definitivo                       |
| P                | Simone Cat-Berro     | Saluzzo       | prestito                         |
| D                | Alessandro Citi      | Novara        | definitivo                       |
| D                | Brando Moruzzi       | Empoli        | prestito                         |
| D                | Lorenzo Villa        | Padova        | prestito                         |
| C                | Nicolò Ledonne       | Novara        | definitivo                       |
| C                | Joseph Nonge         | Kocaelispor   | definitivo                       |
| C                | Diego Ripani         | Forlì         | prestito                         |
| C                | Nikola Sekulov       | Sampdoria     | definitivo (1,5 milioni €)       |
| A                | Tommaso Mancini      | Virtus Verona | prestito                         |
| A                | Alessandro Pietrelli | Venezia       | prestito                         |

## Risultati

### Serie C

#### Girone di andata
| Carpi 23 agosto 2025, ore 18:00 CEST 1ª giornata | Carpi | – | Juventus Next Gen | Stadio Sandro Cabassi |

| Alessandria 30 agosto 2025, ore 21:00 CEST 2ª giornata | Juventus Next Gen | – | Livorno | Stadio Giuseppe Moccagatta |

| Ascoli Piceno 6 settembre 2025, ore 16:30 CEST 3ª giornata | Ascoli | – | Juventus Next Gen | Stadio Cino e Lillo Del Duca |

| Alessandria 14 settembre 2025, ore 12:30 CEST 4ª giornata | Juventus Next Gen | – | Arezzo | Stadio Giuseppe Moccagatta |

| Pineto 20 settembre 2025, ore 18:30 CEST 5ª giornata | Pineto | – | Juventus Next Gen | Stadio Pavone-Mariani |

| Alessandria 23 settembre 2025, ore 18:30 CEST 6ª giornata | Juventus Next Gen | – | Torres | Stadio Giuseppe Moccagatta |

| San Benedetto del Tronto 27 settembre 2025, ore 15:00 CEST 7ª giornata | Sambenedettese | – | Juventus Next Gen | Stadio Riviera delle Palme |

| Alessandria 5 ottobre 2025, ore 18:30 CET 8ª giornata | Juventus Next Gen | – | Ravenna | Stadio Giuseppe Moccagatta |

| Alessandria 12 ottobre 2025, ore --:-- CEST 9ª giornata | Juventus Next Gen | – | Campobasso | Stadio Giuseppe Moccagatta |

| Rimini 19 ottobre 2025, ore --:-- CEST 10ª giornata | Rimini | – | Juventus Next Gen | Stadio Romeo Neri |

| Alessandria 29 ottobre 2025, ore --:-- CEST 11ª giornata | Juventus Next Gen | – | Pontedera | Stadio Giuseppe Moccagatta |

| Pesaro 2 novembre 2025, ore --:-- CET 12ª giornata | Vis Pesaro | – | Juventus Next Gen | Stadio Tonino Benelli |

| Alessandria 9 novembre 2025, ore --:-- CET 13ª giornata | Juventus Next Gen | – | Forlì | Stadio Giuseppe Moccagatta |

| Gubbio 16 novembre 2025, ore --:-- CET 14ª giornata | Gubbio | – | Juventus Next Gen | Stadio Pietro Barbetti |

| Terni 23 novembre 2025, ore --:-- CET 15ª giornata | Ternana | – | Juventus Next Gen | Stadio Libero Liberati |

| Alessandria 30 novembre 2025, ore --:-- CET 16ª giornata | Juventus Next Gen | – | Perugia | Stadio Giuseppe Moccagatta |

| Latina 7 dicembre 2025, ore --:-- CET 17ª giornata | Guidonia Montecelio | – | Juventus Next Gen | Stadio Domenico Francioni |

| Alessandria 14 dicembre 2025, ore --:-- CET 18ª giornata | Juventus Next Gen | – | Pianese | Stadio Giuseppe Moccagatta |

| Sestri Levante 21 dicembre 2025, ore --:-- CET 19ª giornata | Bra | – | Juventus Next Gen | Stadio Giuseppe Sivori |

#### Girone di ritorno
| Alessandria 4 gennaio 2026, ore --:-- CET 20ª giornata | Juventus Next Gen | – | Carpi | Stadio Giuseppe Moccagatta |

| Livorno 11 gennaio 2026, ore --:-- CET 21ª giornata | Livorno | – | Juventus Next Gen | Stadio Armando Picchi |

| Alessandria 18 gennaio 2026, ore --:-- CET 22ª giornata | Juventus Next Gen | – | Ascoli | Stadio Giuseppe Moccagatta |

| Arezzo 25 gennaio 2026, ore --:-- CET 23ª giornata | Arezzo | – | Juventus Next Gen | Stadio Città di Arezzo |

| Alessandria 1º febbraio 2026, ore --:-- CET 24ª giornata | Juventus Next Gen | – | Pineto | Stadio Giuseppe Moccagatta |

| Sassari 8 febbraio 2026, ore --:-- CET 25ª giornata | Torres | – | Juventus Next Gen | Stadio Vanni Sanna |

| Alessandria 11 febbraio 2026, ore --:-- CET 26ª giornata | Juventus Next Gen | – | Sambenedettese | Stadio Giuseppe Moccagatta |

| Ravenna 15 febbraio 2026, ore --:-- CET 27ª giornata | Ravenna | – | Juventus Next Gen | Stadio Bruno Benelli |

| Campobasso 22 febbraio 2026, ore --:-- CET 28ª giornata | Campobasso | – | Juventus Next Gen | Stadio Antonio Molinari |

| Alessandria 1º marzo 2026, ore --:-- CET 29ª giornata | Juventus Next Gen | – | Rimini | Stadio Giuseppe Moccagatta |

| Pontedera 4 marzo 2026, ore --:-- CET 30ª giornata | Pontedera | – | Juventus Next Gen | Stadio Ettore Mannucci |

| Alessandria 8 marzo 2026, ore --:-- CET 31ª giornata | Juventus Next Gen | – | Vis Pesaro | Stadio Giuseppe Moccagatta |

| Forlì 15 marzo 2026, ore --:-- CET 32ª giornata | Forlì | – | Juventus Next Gen | Stadio Tullo Morgagni |

| Alessandria 22 marzo 2026, ore --:-- CET 33ª giornata | Juventus Next Gen | – | Gubbio | Stadio Giuseppe Moccagatta |

| Alessandria 29 marzo 2026, ore --:-- CEST 34ª giornata | Juventus Next Gen | – | Ternana | Stadio Giuseppe Moccagatta |

| Perugia 4 aprile 2026, ore --:-- CEST 35ª giornata | Perugia | – | Juventus Next Gen | Stadio Renato Curi |

| Alessandria 12 aprile 2026, ore --:-- CEST 36ª giornata | Juventus Next Gen | – | Guidonia Montecelio | Stadio Giuseppe Moccagatta |

| Piancastagnaio 19 aprile 2026, ore --:-- CEST 37ª giornata | Pianese | – | Juventus Next Gen | Stadio comunale di Piancastagnaio |

| Alessandria 26 aprile 2026, ore --:-- CEST 38ª giornata | Juventus Next Gen | – | Bra | Stadio Giuseppe Moccagatta |

### Coppa Italia Serie C

#### Turni eliminatori
| Arbitro: | Pasculli (Como) |

|            |           |  |
| Guerra 67’ | Marcatori |  |

| Meda 28/29/30 ottobre 2025, ore --:-- CET Secondo turno | Renate | – | Juventus Next Gen | Stadio Mino Favini |

## Statistiche

### Statistiche di squadra
Statistiche aggiornate al 18 agosto 2025.
| Competizione         | Punti | In casa | In casa | In casa | In casa | In casa | In casa | In trasferta | In trasferta | In trasferta | In trasferta | In trasferta | In trasferta | Totale | Totale | Totale | Totale | Totale | Totale | D.R. |
| Competizione         | Punti | G       | V       | N       | P       | GF      | GS      | G            | V            | N            | P            | GF           | GS           | G      | V      | N      | P      | GF     | GS     | D.R. |
| -------------------- | ----- | ------- | ------- | ------- | ------- | ------- | ------- | ------------ | ------------ | ------------ | ------------ | ------------ | ------------ | ------ | ------ | ------ | ------ | ------ | ------ | ---- |
| Serie C              | -     | -       | -       | -       | -       | -       | -       | -            | -            | -            | -            | -            | -            | -      | -      | -      | -      | -      | -      | -    |
| Coppa Italia Serie C | -     | 1       | 1       | 0       | 0       | 1       | 0       | 0            | 0            | 0            | 0            | 0            | 0            | 1      | 1      | 0      | 0      | 1      | 0      | +1   |
| Totale               | -     | 1       | 1       | 0       | 0       | 1       | 0       | 0            | 0            | 0            | 0            | 0            | 0            | 1      | 1      | 0      | 0      | 1      | 0      | +1   |

### Andamento in campionato
| Giornata  | 1 | 2 | 3 | 4 | 5 | 6 | 7 | 8 | 9 | 10 | 11 | 12 | 13 | 14 | 15 | 16 | 17 | 18 | 19 | 20 | 21 | 22 | 23 | 24 | 25 | 26 | 27 | 28 | 29 | 30 | 31 | 32 | 33 | 34 | 35 | 36 | 37 | 38 |
| --------- | - | - | - | - | - | - | - | - | - | -- | -- | -- | -- | -- | -- | -- | -- | -- | -- | -- | -- | -- | -- | -- | -- | -- | -- | -- | -- | -- | -- | -- | -- | -- | -- | -- | -- | -- |
| Luogo     | T | C | T | C | T | C | T | C | C | T  | C  | T  | C  | T  | T  | C  | T  | C  | T  | C  | T  | C  | T  | C  | T  | C  | T  | T  | C  | T  | C  | T  | C  | C  | T  | C  | T  | C  |
| Risultato |   |   |   |   |   |   |   |   |   |    |    |    |    |    |    |    |    |    |    |    |    |    |    |    |    |    |    |    |    |    |    |    |    |    |    |    |    |    |
| Posizione |   |   |   |   |   |   |   |   |   |    |    |    |    |    |    |    |    |    |    |    |    |    |    |    |    |    |    |    |    |    |    |    |    |    |    |    |    |    |

Fonte:  Serie C girone B – Classifica, su lega-pro.com.
Legenda:

Luogo: C = Casa; T = Trasferta. Risultato: V = Vittoria; N = Pareggio; P = Sconfitta.